# یوزیپ چوراک
یوزیپ چوراک (انگلیسی: Josip Čorak؛ زادهٔ ۱۴ ژوئن ۱۹۴۳) کشتی‌گیر اهل یوگسلاوی است.
وی در مسابقات کشوری و بین‌المللی در مجموع برندهٔ ۲ مدال طلا، ۲ مدال نقره، ۱ مدال برنز شده‌است.